# How to Be Lonely
«How to Be Lonely» — сингл британской певицы Риты Оры, выпущенный 13 марта 2020 года звукозаписывающим лейблом Atlantic Records UK.

## Информация о песне
«How to Be Lonely» представляет собой балладу в умеренном темпе на тему борьбы с неуверенностью. 
13 марта Рита Ора исполнила песню вживую на телемарафоне BBC Sport Relief 2020. Видеоклип к песне «How to Be Lonely» был снят Дэйвом Мейерсом.

## Критика
В рецензии от Idolator говорится, что «How to Be Lonely» — «хороший способ начать эру», которая «демонстрирует мощный вокал и рост» Риты Оры как артиста. В отзыве от Official Charts Company указано, что в песне присутствуют «вступительные гитарные переборы, припев в стиле Coldplay, запоминающиеся щелчки пальцами, мощные электронные биты и несколько убойных импровизаций».

## Список композиций
| Digital download / streaming 1. «How to Be Lonely» — 2:55 Digital download / streaming — Live from London 1. «How to Be Lonely» (Live from London) — 2:56 Digital download / streaming — MÖWE Remix 1. «How to Be Lonely» (MÖWE Remix) — 2:54 Digital download / streaming — aboutagirl Remix 1. «How to Be Lonely» (aboutagirl Remix) — 3:23 | Digital download / streaming — LARI LUKE Remix 1. «How to Be Lonely» (LARI LUKE Remix) — 3:21 Digital download / streaming — Sam Feldt Remix 1. «How to Be Lonely» (Sam Feldt Remix) — 3:11 Digital download / streaming — Bomba Estéreo Remix Remix 1. «How to Be Lonely» (Bomba Estéreo Remix) — 2:50 |

## Позиции в чартах
| Чарт (2020)                                | Наивысшая позиция |
| ------------------------------------------ | ----------------- |
| Австралия Airplay (Radiomonitor)           | 32                |
| Бельгия/Фландрия (Ultratip Bubbling Under) | 4                 |
| Хорватия (HRT)                             | 17                |
| Франция (SNEP Sales Chart)                 | 142               |
| Ирландия (IRMA)                            | 96                |
| Нидерланды (Dutch Top 40)                  | 40                |
| Новая Зеландия Hot Singles (RMNZ)          | 19                |
| Польша (Polish Airplay Top 100)            | 33                |
| Шотландия (OCC Scotland)                   | 8                 |
| Великобритания (OCC UK Singles)            | 57                |

## Хронология релиза
| Страна | Дата           | Формат                        | Версия                    | Лейбл | Ссылка |
| ------ | -------------- | ----------------------------- | ------------------------- | ----- | ------ |
| Мир    | 13 марта 2020  | цифровая дистрибуция стриминг | Original single           | [a]   | [ 10 ] |
| Мир    | 10 апреля 2020 | цифровая дистрибуция стриминг | Live from London          | [a]   | [ 10 ] |
| Мир    | 17 апреля 2020 | цифровая дистрибуция стриминг | MÖWE Remix                | [a]   | [ 10 ] |
| Мир    | 24 апреля 2020 | цифровая дистрибуция стриминг | aboutagirl Remix          | [a]   | [ 10 ] |
| Мир    | 24 апреля 2020 | цифровая дистрибуция стриминг | LARI LUKE Remix           | [a]   | [ 10 ] |
| Мир    | 24 апреля 2020 | цифровая дистрибуция стриминг | Sam Feldt Remix           | [a]   | [ 10 ] |
| Мир    | 1 мая 2020     | цифровая дистрибуция стриминг | Bomba Estéreo Remix Remix | [a]   | [ 10 ] |

- ↑ Ора подписала контракт с Atlantic Records UK, которая распространяет её музыку в Великобритании, Warner Records занимается релизами в других странах мира[10], за исключением нескольких азиатских стран, лицензированных Sony Music Entertainment Asia Asia[21].